# Solpuga
Genre
Synonymes
- Gaetulia Simon, 1879 nec Stal 1864
- Caerellia Simon, 1879
- Solpugopa Roewer, 1933

Solpuga est un genre de solifuges de la famille des Solpugidae.

## Distribution
Les espèces de ce genre se rencontrent en Afrique.

## Liste des espèces
Selon Solifuges of the World (version 1.0) :
- Solpuga alstoni Purcell, 1902
- Solpuga angolensis (Roewer, 1933)
- Solpuga atriceps Lawrence, 1949
- Solpuga bechuanica Hewitt, 1914
- Solpuga bovicornis Lawrence, 1929
- Solpuga brunnipes (Dufour, 1861)
- Solpuga butleri Pocock, 1895
- Solpuga carvalhoi Lawrence, 1960
- Solpuga centenariorum Frade, 1940
- Solpuga chelicornis Lichtenstein, 1796
- Solpuga conservatorum (Lawrence, 1964)
- Solpuga festae Borelli, 1925
- Solpuga fitzsimonsi Lawrence, 1935
- Solpuga hewitti Hirst, 1916
- Solpuga hispidicelis Lawrence, 1964
- Solpuga machadoi Lawrence, 1960
- Solpuga massaica Roewer, 1941
- Solpuga matabelena Chamberlin, 1925
- Solpuga mulongoa Benoit, 1960
- Solpuga praedatrix Lawrence, 1968
- Solpuga richardi Roewer, 1950
- Solpuga robusta Frade, 1940
- Solpuga roeweri Fage, 1936
- Solpuga rufescens C. L. Koch, 1842
- Solpuga simplex Benoit, 1960
- Solpuga suffusca Hewitt, 1916
- Solpuga truncata (Lawrence, 1968)
- Solpuga upembana Roewer, 1952
- Solpuga venosa Purcell, 1899
- Solpuga villosa Purcell, 1899
- Solpuga wittei Roewer, 1952
- Solpuga zuluana Lawrence, 1937

Les espèces Solpuga scenica Lichtenstein, 1797 et Solpuga tarda Lichtenstein, 1797 sont douteuses.

## Publication originale
- Lichtenstein, 1796 : Catalogus musei zoologici ditissimi Hamburgi, auctionis lege distrahendi. Sectio Tertia. Continens Insecta. p. 1-222.